# Javorník (Svitavy)
Javorník é uma comuna checa localizada na região de Pardubice, distrito de Svitavy.